# La Follette (Wisconsin)
La Follette – miasto w Stanach Zjednoczonych, w stanie Wisconsin, w hrabstwie Burnett.